# Symphonie no 1 d'Emmanuel
La Symphonie no 1 en la, op. 18 de Maurice Emmanuel est une symphonie composée en 1919 et consacrée à la mémoire du fils de l'écrivain Louis de Launay, aviateur tombé au champ d'honneur pendant la première Guerre mondiale.
Créée par l'orchestre des concerts Colonne le 5 février 1921, sous la direction de Gabriel Pierné, dédicataire de l'œuvre, cette première symphonie représente une étape très importante pour la reconnaissance du compositeur et de son langage musical, déjà révélé au public des concerts par la tragédie lyrique Prométhée enchaîné op. 16.

## Composition
Maurice Emmanuel entreprend la composition de sa première symphonie après la publication de ses Trente Chansons bourguignonnes en 1917, partition importante et aboutissement de longues années de recherches folkloriques, régionalistes, ethnomusicologiques et — à titre personnel — musicologiques pour la revalorisation des modes anciens. Comme le relève son biographe Christophe Corbier, « la musique vocale reste apparemment son refuge favori en ces années de guerre : peu après la parution de ces chants, il écrit un recueil de mélodies intitulé Musiques qui s'inscrit dans la tradition des grands cycles romantiques, sur des poèmes de son ami Louis de Launay ».
Sans être une « œuvre de circonstance », la Symphonie no 1 est marquée par les circonstances liées à la première Guerre mondiale : composée en 1919, elle est dédiée à la mémoire du fils de l'écrivain, aviateur tombé au champ d'honneur.

## Création
La première audition de la Symphonie no 1 de Maurice Emmanuel a lieu le 5 février 1921 par l'orchestre des concerts Colonne, sous la direction de Gabriel Pierné.
L'œuvre, dédiée à Gabriel Pierné, est publiée aux éditions Henry Lemoine en 2001.

## Présentation

### Orchestration
L'orchestre comprend 3 flûtes (la 3e jouant aussi du piccolo), 3 hautbois (le 3e jouant aussi du cor anglais), 2 clarinettes en La, une clarinette basse en La et 3 bassons, pour les pupitres des vents. Les cuivres comptent 4 cors en Fa, 3 trompettes en Ut, 2 trombones ténors et deux trombones basses. La percussion, généralement limitée dans les œuvres de Maurice Emmanuel, comprend 2 harpes, les timbales, la caisse claire, les cymbales et la grosse caisse. Le quintette à cordes classique est composé des premiers violons, seconds violons, altos, violoncelles et contrebasses.

### Mouvements
La Symphonie op. 18 est en trois mouvements :
1. Tranquillo molto — Allegro leggiero e giocoso
2. Adagio molto
3. Allegro con fuoco

## Analyse
Dans sa présentation de la Symphonie no 1 de Maurice Emmanuel, le musicologue Jean Gallois observe tout d'abord que le compositeur « a donc attendu 57 ans avant d'aborder cette forme musicale. Or, s'il s'y soumet, c'est en la renouvelant de fond en comble. Car son œuvre — admirable et d'une rare émotion dominée — ne ressort ni de la forme traditionnelle, bien que formée de trois mouvements, ni de la forme cyclique, bien que le rappel de certains thèmes en souligne l'architecture et le relief, ni à la liberté discursive du poème symphonique […] En fait, elle relève de tous ces genres à la fois. Ce qui la rend éminemment personnelle. Et attachante ».

## Discographie
- Maurice Emmanuel : Symphonie no 1 op. 18, Symphonie no 2 op. 25, Le Poème du Rhone op. 30 — interprétées par l'Orchestre philharmonique de Rhénanie-Palatinat, sous la direction de Leif Segerstam (1993, CD Marco Polo 822-3507 repris chez Naxos 8.550889, premier enregistrement mondial[8])
- Maurice Emmanuel : Ouverture pour un conte gai op. 3, Symphonie no 1 op. 18, Symphonie no 2 op. 25, Suite française op. 26 — interprétées par l'Orchestre philharmonique slovène, sous la direction d'Emmanuel Villaume (2011, CD Timpani 1C1189)

### Monographies
- Christophe Corbier, Maurice Emmanuel, Paris, Bleu nuit éditeur, 2007, 176 p. (ISBN 2-913575-79-X).
- Sylvie Douche (dir.), Maurice Emmanuel, compositeur français, Université de Paris-Sorbonne (Paris IV), Prague, Bärenreiter, 2007, 288 p. (ISBN 978-80-86385-34-1)